# Бідарський султанат
Бідарський султанат — мусульманська держава на території Індії, що існувала у південній частині країни у 1527—1619 роках. Бідарський султанат став безпосереднім наступником Бахманідського султанату, що значно зменшився та формально припинив своє існування після втечі останнього султана 1527 року. За 90 років Бідарський султанат був включений до складу Біджапурського султанату.

## Історія
Засновником держави Барид-шахів у Бідарі був колишній раб, тюрок з Грузії, Касим Барід, який близько 1489 року зайняв пост мір-джумли (першого міністра) при молодому бахманійському султані Махмуд-шаху (1482—1518). Касим Барід (помер 1504) у період смути зосередив у своїх руках реальну владу над державою Бахманідів, однак не встиг утримати територіальну цілісність султанату — 1490 року від нього відкололись Берар, Біджапур і Джуннар, до 1495 року фактично незалежною стала Голконда.
Касиму Баріду на посаді мір-джумли спадкував його син Амір (1504—1542), який за часів свого правління чотири рази змінював на бахманідському престолі лялькових султанів, поки зрештою 1527 року останній з них, Калім-Аллах-шах, не втік від нього до Біджапуру. Від того моменту Амір Барід-шах I став не лише фактичним, але й формальним главою держави з центром у Бідарі. Калім-Аллах-шах спільно з султаном Біджапуру спробував повернутись до Бідара, що призвело до війни між Аміром Барід-шахом I і Біджапурським султанатом. Зазнавши кілька поразок від біджапурських військ, Амір Барід-шах був змушений поступитись Біджапуру частиною своєї території.
Аміру Барід-шаху спадкував його син Алі Барід-шах I (1542—1579), відомий покровитель літератури, мистецтва й архітектури. За його правління у Бідарі було зведено кілька чудових архітектурних споруд, а також перебудовано палац Рангін Махал (букв. «Кольоровий палац») посеред Бідарської фортеці. 1577 року була збудована гробниця Алі Барід-шаха I, що збереглась дотепер і частина якої, повернута до Мекки, була залишена відкритою. На південний захід від гробниці султана розміщена масивна могильна плита, під якою були поховані 67 наложниць правителя I, яких султану надсилали як данину його васали.
Алі Барід-шах I разом з іншими султанами Декану брав участь у битві при Талікоті 1565 року, в якій Віджаянагар зазнав нищівної поразки. Після смерті султана 1579 року політичний вплив держави Барід-шахів у Декані почав стрімко зменшуватись. Після смерті його онука, султана Аміра Барід-шаха II (1589/1591—1601), пряма лінія династії припинилась і престол посів представник бічної гілки Алі Барід-шах III (1601—1609). 1619 року Бідарський султанат був захоплений султаном Біджапуру, а останній султан Амір Барід-шах III і його сини були взяті під домашній арешт у Біджапурі.